# Menanga (Rendang)
Menanga is een bestuurslaag in het regentschap Karangasem van de provincie Bali, Indonesië. Menanga telt 6522 inwoners (volkstelling 2010).